# ديفيد بروستر (رسام)
ديفيد بروستر (بالإنجليزية: David Brewster)‏ هو رسام أمريكي، ولد في 1960.